# Little Willie

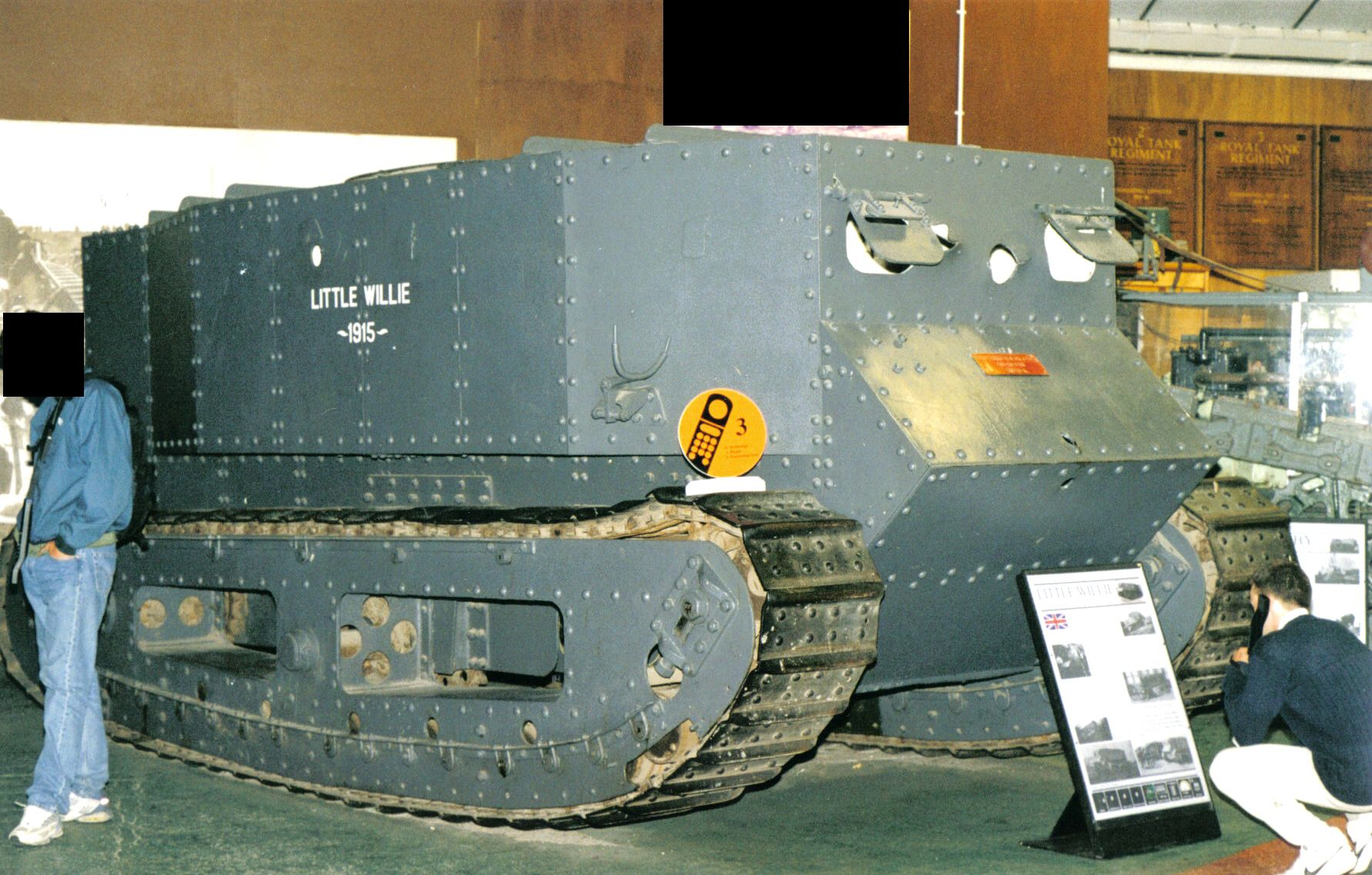
«Маленький Вилли» с правого борта

«Маленький Вилли» (англ. «Little Willie», также «Малыш Вилли») — первый в истории работоспособный прототип танка, построенный в 1915 году в Великобритании.

## История создания
С началом Первой мировой войны, полковник Эрнст Суинтон был послан на западный фронт чтобы посылать отчёты о ходе боевых действий. После наблюдения за первыми сражениями, где один пулемётчик мог убить тысячи пехотинцев, наступающих на вражеские траншеи, Суинтон написал, что бензиновые тракторы на гусеничном ходу с защитными железными пластинами способны противостоять огню пулеметов.
Предложение Суинтона было отвергнуто генералом сэром Джоном Френчем и его научными советниками. Отказавшись принять поражение, полковник Эрнст Суинтон связался с полковником Морицем Ханки, который передал эту идею сэру Уинстону Черчиллю, морскому министру Его Величества. Черчилль был поражён идеями Суинтона и в феврале 1915 года он создал Комитет по сухопутным кораблям для разработки новой военной машины, который согласился с предложением Суинтона и написал спецификацию для новой машины.
В конце концов, лейтенанту Уолтеру Гордону Вильсону из морской авиации и Уильяму Триттону из компании William Foster & Co. Ltd. была поставлена задача создания небольшого наземного корабля. Построенной в большой секретности, машине было дано кодовое имя «танк Суинтона».
Постройка прототипа началась 11 августа 1915 года. 16 августа Триттон решил установить за кормой двухколёсную рулевую тележку, которая должна была существенно улучшить управляемость. 9 сентября 1915 года «Линкольнская машина № 1» (англ. Lincoln Machine No.1), совершила свой первый испытательный пробег по двору завода «Wellington Foundry». Сразу же обнаружился целый ряд недостатков. Во-первых, гусеницы были плоскими и создавали значительное сопротивление при поворотах. Подвеску изменили таким образом, чтобы нижний профиль гусеницы стал выпуклым, и поворачиваемость машины значительно улучшилась. Во-вторых, при преодолении траншеи гусеница провисала и соскальзывала с катков. Триттон и лейтенант Уолтер Уилсон испытали множество вариантов гусеницы и остановили свой выбор на гусенице, состоящей из плоских литых траков, соединенных заклепками. Каждый трак снабжался направляющими, допускавшими его движение только в одной плоскости и не позволявшими гусенице провисать. Таким образом, гусеница была жёстко прикреплена к раме катка. Рамы же прикреплялись к корпусу танка при помощи валов, допускавших их незначительные перемещения относительно корпуса. Конструкция оказалась удачной и применялась на британских танках вплоть до модели «Mark VIII».
Первый прототип наземного корабля, названный Little Willie, был продемонстрирован Эрнсту Суинтона и Комитету по сухопутным кораблям 11 сентября 1915 года.

## Описание конструкции
Большинство механических компонентов, включая радиатор, были приспособлены с тяжёлого артиллерийского тягача производства Foster-Daimler. Машина оборудована двигателем Даймлер мощностью в 105 л. с., подвеска с двумя топливными баками расположена сзади, что оставляло достаточно места под предполагаемой башней с двухфунтовым орудием «Виккерс». В корпусе могли быть установлены до шести пулемётов (первоначально предполагались пулемёты Мадсена, затем остановились на двух 7,7-мм пулемётах «Виккерс»). Главное орудие имело большой боезапас — до 800 выстрелов.
Опытная машина не имела полноценной стальной брони, лишь своеобразный «колпак» из пластин, однако проект предполагал 6-мм броневое покрытие.
В передней части танка на сиденьях могли сидеть два механика: один управлял рулём, разворачивающим колёсный хвост, педалями сцепления (C) и тормоза (B), главной трансмиссией и переключением скоростей, другой управлял рычагами левого и правого ленточного тормоза, позволяя притормаживать одну из гусениц для осуществления поворота. Вследствие этого второй водитель во время движения мог осуществлять наблюдение и производить стрельбу пулемётом из передней круглой амбразуры. Ещё по крайней мере двое должны были заниматься пушечным вооружением, плюс два человека — пулемётным. Таким образом экипаж не мог быть меньше четырёх-шести человек. Максимальная скорость, указанная Триттоном, не могла превышать две мили в час.

## Судьба
После войны «Маленький Вилли» было решено сохранить для последующих поколений. В 1940 году его защитили от утилизации на металлолом, и в настоящее время танк демонстрируется в танковом музее Бовингтон. Сейчас это по большей части пустой корпус без внутренней «начинки».